# Tom Jones (novela)
La historia de Tom Jones, expósito (The History of Tom Jones, a Foundling), a menudo conocida simplemente como Tom Jones, es una novela escrita por Henry Fielding. Aunque por su argumento y su estilo se aleja de la novela picaresca, muestra la influencia de estas novelas del Siglo de Oro español. Se la considera la obra maestra de su autor y una de las mejores novelas de la literatura inglesa. Fue publicada en 1749, disfrutó de una popularidad inmediata y ha inspirado varias adaptaciones, incluyendo una película ganadora de un Premio de la Academia y series para televisión. 

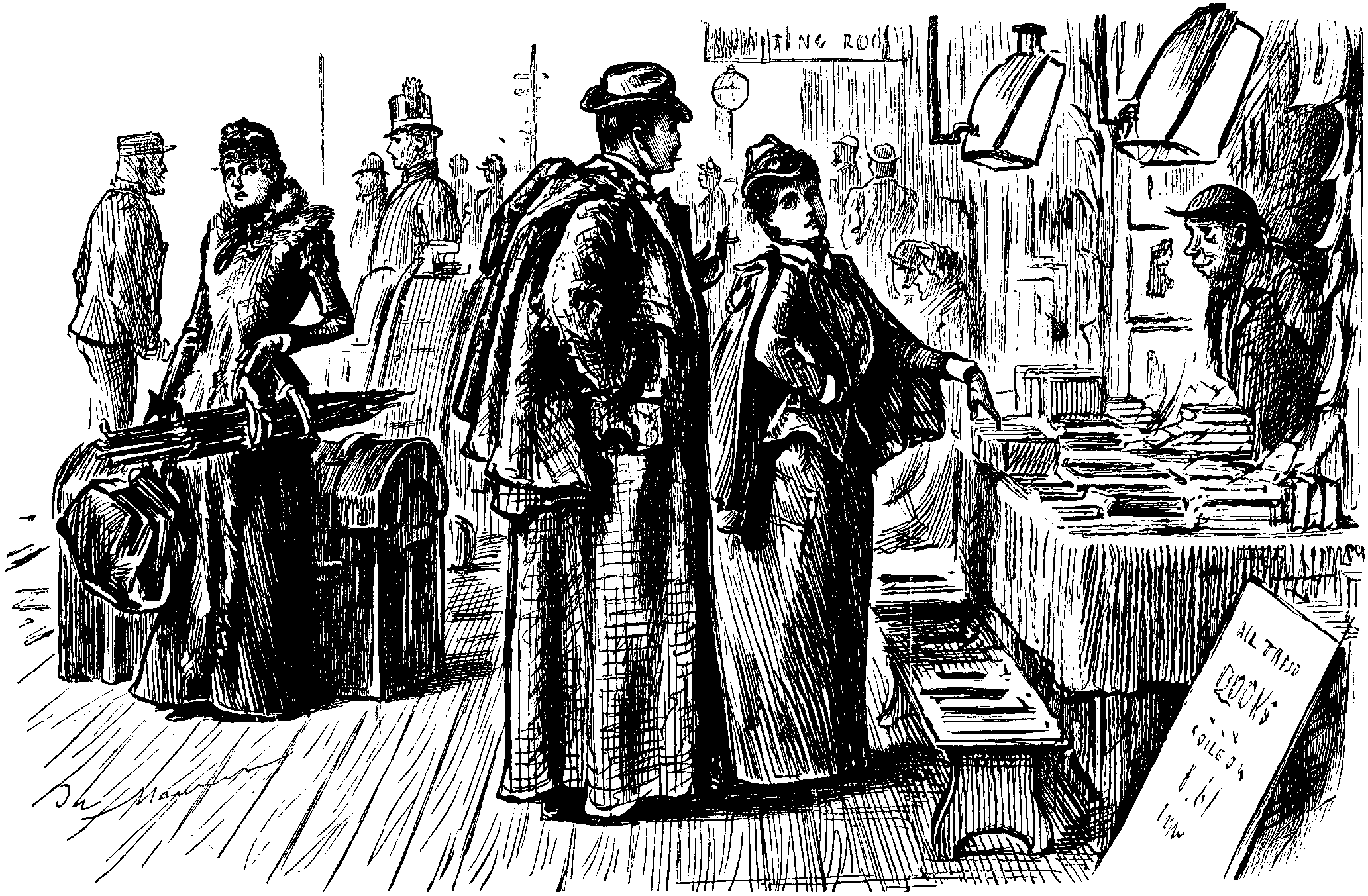
Chiste de la revista Punch (vol. 101, 5 de diciembre de 1891) sobre una joven recién casada a punto de empezar su viaje de bodas:
— ¡Oh, querido Edwin! Aquí está Tom Jones. ¡Papá me dijo que no lo leyera hasta que estuviera casada! Ese día ha llegado,… ¡al fin! Cómpramelo, querido Edwin.

## Argumento
La novela relata la vida de Tom Jones, expósito, a partir de la niñez hasta conseguir recuperar su legítima herencia. Gran parte de la acción se desarrolla al tiempo de la rebelión jacobita de 1745.  
El señor Allworthy, bondadoso caballero rural, encuentra en su cama a un bebé, al que adopta y llama Tom Jones, por creerlo hijo ilegítimo de la doncella Jenny Jones. Por su parte, la hermana de Allworthy, Bridget, se casa con el capitán Blifil y tienen un hijo. Ambos niños son criados juntos, mostrando un carácter muy diferente: noble e impetuoso, Jones; calculador y frío, Blifil. El joven Tom tiene un hijo con Molly Seagrim, la hija del guardabosques; pero esto es resultado de su sensualidad, pues realmente está enamorado  de la deliciosa e inteligente Sophia Western, hija de un caballero de la vecindad; aunque la distinta condición social de ambos no hace posible su matrimonio. 
De hecho, Allworthy y Western, conciertan el matrimonio de Blifil y Sophia, al que ella no está dispuesta, pues ama a Tom. Distintos incidentes, malentendidos, y la bellaquería de Blifil, conducen a que Allworthy expulse a Tom de su casa.  
A partir de este momento, se desarrolla la trama picaresca de la obra. Sophia se dirige a Londres para escapar de un matrimonio con Blifil. Tom, alejado de su hogar, viaja también hacia Londres, siguiendo un camino similar al de Sophia, pero sin alcanzar a encontrarla. Llegado a Londres, en su intento de conocer el paradero de Sophia, conoce a Lady Ballaston, convirtiéndose en su amante, sin que ello disminuya su amor por Sophia. En un incidente producto de un equívoco, hiere al marido despechado de otra dama, lo que conduce a Jones a la cárcel. Las diversas tramas de quienes pretenden perjudicarlo acaban siendo infructuosas cuando -después de encontrarse los dos enamorados- se revela que Tom no es hijo de Jenny Jones, sino de Bridget, la hermana del señor Allworthy y madre del cruel Blifil.
La novela concluye con el regreso a casa de Tom Jones. Allworthy abraza a Tom, nombrándolo su heredero, y expulsando de su casa a Blifil, al conocer su villanía. El padre de Sophia consiente el matrimonio. Y Sophia le perdona sus infidelidades.

## Estilo
El autor muestra una clara ironía en el modo de narrar toda la historia, especialmente al comentar las acciones de los distintos personajes. Establece además un diálogo con el lector, explicando los motivos por los que pasa de uno a otro hilo argumental, y excusándose de los datos que ha ocultado temporalmente. Esa ironía refuerza el carácter moralizante de la narración, alejándose de la valoración convencional que podría realizar el lector de su época.

## Estructura de la novela
La novela se compone de dieciocho libros, cada uno compuesto de varios capítulos. Los capítulos reciben títulos que pretenden anunciar su contenido; aunque algunos de ellos son breves y se limitan a indicar el periodo de tiempo en que sucede lo que se narra en él; otros, sin embargo, resumen -con frecuencia con cierta ironía- su contenido. 
El primer capítulo de cada uno de los libros expone las consideraciones o reflexiones que despierta en el autor, la narración que expondrá en el libro; cuestiones que, con frecuencia, supone una crítica a las opiniones habituales en los críticos literarios.

## Personajes
Todos los personajes de Fielding son “tipos únicos” caracterizados por su profundidad psicológica, revelando su verdadero carácter a través de sus acciones. 

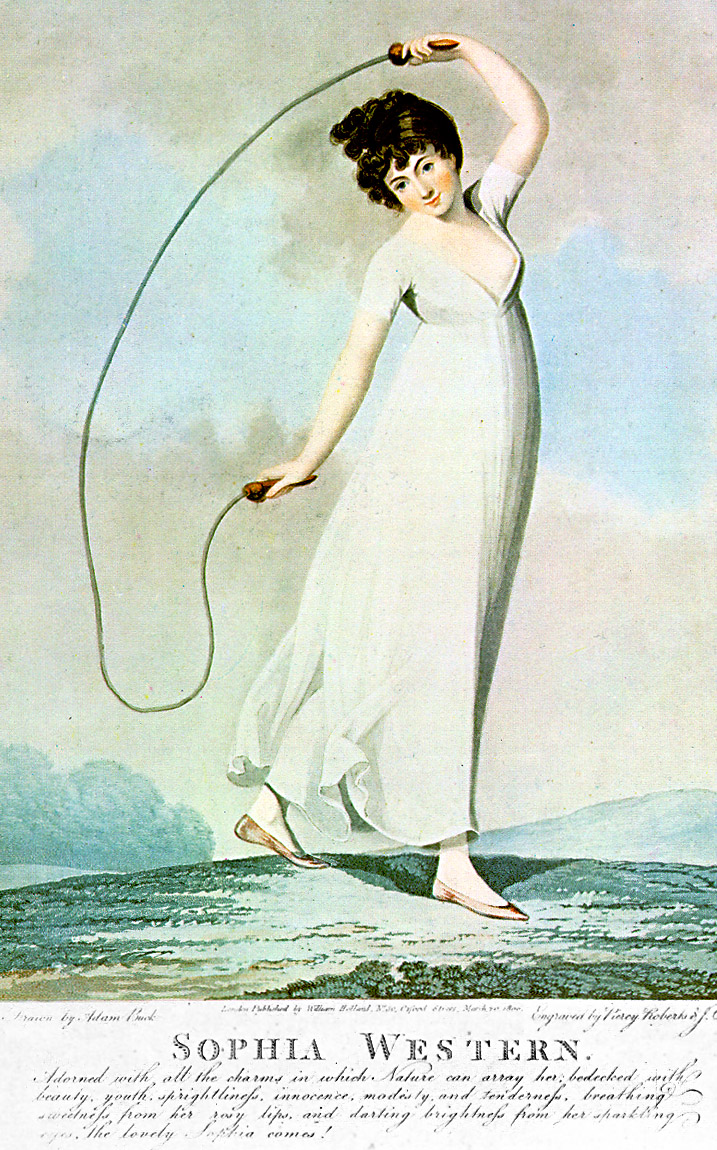
Grabado de J.C. Stadler y Piercy Roberts a partir de un dibujo del irlandés Adam Buck (1759 – 1833): Sophia Western vestida al estilo imperio. 1800.

- Tom Jones: es el personaje central. Es lo que Fielding consideraba un "hombre completo". El autor bosquejó uno de los personajes humanos más conseguidos de toda la literatura en lengua inglesa. Se trata de un joven guapo y valiente, de origen incierto y sensuales apetitos, que permanece fiel a su amada en espíritu, ya que no en carne y hueso. La combinación de vicio y virtud en un héroe plenamente logrado, tridimensional, era infrecuente en la literatura inglesa de la época.

- Sophia Western: Tom Jones se enamora de ella, y es correspondido. Su distinto origen social les impide casarse, ya que el padre de ella lo prohíbe. Ha de resistir al matrimonio que su padre desea, con Blifil. La encantadora y comprensiva Sophia Western fue delineada a partir de la figura de Charlotte Cradock, primera esposa del autor.

- Mr. Allworthy, bondadoso caballero, viudo, sin hijos, y rico, que recoge a Tom, dándole un hogar, a pesar de que le indican que no lo haga. Para la figura del caballero Allworthy, Fielding se inspiró en su amigo el filántropo Ralph Allen, que lo ayudó en momentos de dificultad económica.

- Mr. Partridge, un pobre profesor defenestrado, que acompaña a Tom Jones como fiel compañero; se cree que el personaje está basado en el personaje de Strap, el fiel compañero de Roderick Random en la novela homónima del contemporáneo de Fielding Tobías Smollett.

- Mr. Blifil hijo, villano de la obra, sobrino natural (y supuesto heredero) del bondadoso escudero Allworthy; se cría con Tom Jones odiándolo en todo momento.

- Ms. Bridget Allworthy-Blifil, hermana de Mr. Allworthy, madre del anterior.

- Mr. Blifil padre, marido de la anterior, capitán empobrecido que se casa con Ms. Bridget esperando heredar algún día (más pronto que tarde) del sr. Allworthy.

- Black George Seagrim, el guardabosques de Mr. Allworthy, poco virtuoso compañero de correrías de Tom Jones.

- Molly Seagrim, hija segunda de Black George, con la que Tom Jones tiene un bastardo.

- Reverendo Thwackum, cura anglicano de firmes convicciones religiosas, hipócrita y ambicioso, es uno de los dos tutores de Tom Jones (al que desprecia) y Mr. Blifil

- Mr. Square, filósofo heterodoxo al que le encanta discutir con Thawckum, es el otro tutor de Tom Jones.

- Mr. Western, padre de Sofía, es un inculto y poco sofisticado caballero tory, vecino de Allworthy, muy temperamental.

- Mrs. Western, hermana soltera de Mr Western, de tendencias whig, gusta de discutir con su hermano sobre la educación de Sophia.

- Mrs. Honour, la fiel criada de Sophia Western.

- Mrs. Harriet Fitzpatrick, prima de Sofía y esposa de Fitzpatrick, un irlandés brusco y manirroto.

- Jenny Jones-Waters, criada de los Partrisge, supuesta madre de Tom Jones.

- Lady Bellaston, amante de Tom Jones y figura estelar de la alta sociedad londinense; es pariente de los Western.

- Mr. Nightingale, joven y disoluto caballero, amigo de Tom Jones en Londres.[1]

- Lord Fellamar, par de Inglaterra y asiduo al salón de Lady Bellaston, se enamora de Sofía Western.

- Mrs. Miller y sus dos hijas: Nancy (posteriormente Mrs Nightingale) y Betty, caseras de Tom Jones en Londres.

- Mr. Alex Brown, visto como un mal modelo de comportamiento para Tom, llamado salvaje por Thwackum.

- Mr. Summer, hijo de un clérigo y padre de Tom Jones.

- El Juez Dowling, de Londres.

## Valoración
Se trata de una novela picaresca meticulosamente construida, planificada y ejecutada con sumo cuidado. 
Fue escrita de acuerdo con Fielding “para promover la causa de la virtud y exponer algunos de los más destacados males, tanto públicos como privados, que en la actualidad infectan el país...”. Su principal objetivo era presentar la multiplicidad del mundo y de la naturaleza del hombre. Describiendo una sociedad rica en contradicciones, hipocresía e injusticia, poblada de campesinos humildes y caballeros rurales, retrata el alma humana, compleja e infinitamente variada. 
La escritura es rica y realista. La propia historia está bien elaborada, mereciendo su trama el elogio de Samuel Taylor Coleridge. Fue recibida con entusiasmo por el gran público, no así por algunos literatos como Samuel Richardson o el doctor Johnson.
La novela Tom Jones influyó profundamente en la literatura inglesa del siglo XIX.

## Traducciones
La primera traducción al español del Tom Jones fue la realizada por Ignacio Ordejón en 1796 con el título Tom Jones, o El expósito, en cuatro vols. El traductor suprime los discursos preliminares de cada libro en que Fielding exponía sus ideas sobre la novela para agilizar la narración.

## Ópera
El libro ha sido usado dos veces como base para ópera: una en 1765 por François-André Philidor, y, de nuevo, en 1907 por Edward German (1862 - 1936).

## Adaptaciones cinematográficas
Es la obra de Henry Fielding más adaptada al cine, existiendo varias cintas británicas inspiradas en esta novela, empezando por un Tom Jones del cine mudo, dirigido en 1917 por Edwin J. Collins.
Pero la más famosa, sin duda, es la tumultuosa y poco convencional versión de 1963, dirigida por Tony Richardson, escrita por John Osborne, y protagonizada por Albert Finney y Susannah York. 
Más recientemente ha sido adaptada en el Reino Unido como miniserie para televisión: The History of Tom Jones, a Foundling (1997), dirigida por Metin Hüseyin (n. 1959).